# Matias Concha
Pour les articles homonymes, voir Concha.
Matías Concha est un footballeur international suédois d'origine chilienne, né le 31 mars 1980 à Malmö en Suède. Il évoluait au poste de défenseur.

## Palmarès

### Djurgårdens IF
- 2004 et 2005 : Coupe de Suède
- 2005 : Champion de Suède

### Malmo FF
- 2013 et 2014 : Champion de Suède